# Disciplina (divinità)
Nella mitologia romana, Disciplina era una divinità minore, personificazione della disciplina. La  stessa parola disciplina, un nome latino, ha molte sfaccettature di significato. Si riferisce all'istruzione, alla formazione, all'autocontrollo, alla determinazione e alla conoscenza in un campo di studio e a un modo ordinato di vita. La dea incarna queste qualità per i suoi fedeli. Era comunemente venerata dai soldati romani in età imperiale, in particolare quelli che vivevano lungo i confini. Altari a lei dedicati sono stati trovati in Inghilterra e in Nord Africa. Il forte di Cilurnum, lungo il Vallo di Adriano, era consacrato alla dea Disciplina, come testimonia un'iscrizione di un altare di pietra trovata nel 1978. Le sue virtù principali erano Frugalitas, Severitas e Fidelitas: frugalità, severità e fedeltà. Nell'adorare Disciplina un soldato diventava frugale in tutti i modi: con il denaro, l'energia e le azioni. La virtù della Severitas veniva dimostrata nella sua concentrazione, determinazione e nel comportamento deciso. Era fedele alla sua unità, al suo esercito, agli ufficiali e al popolo romano.